# Wymiarowanie wytrzymałościowe
Wymiarowanie wytrzymałościowe – podstawowa czynność projektanta konstrukcji, którego zadanie polega na takim jej zaprojektowaniu, aby zapewniona była jej bezpieczna eksploatacja i stateczność oraz właściwa sztywność zapobiegająca nadmiernym odkształceniom i przemieszczeniom jej elementów.
Podstawę wymiarowania stanowią dane na temat działających obciążeń. Wśród tych obciążeń występują jednak siły ciężkości elementów konstrukcji, których wymiary, na tym etapie obliczeń, nie są jeszcze znane. Zachodzi więc konieczność wstępnego przyjęcia tych wymiarów. W praktyce wymiarowanie sprowadza się więc do obliczeniowego sprawdzenia, czy pod wpływem znanych już obciążeń, występujące w elementach konstrukcji naprężenia i przemieszczenia mieszczą się w dopuszczalnych granicach określonych przez właściwe normy. W przypadku elementów ściskanych sprawdza się również czy ich obciążenia nie przekraczają wartości krytycznych.
Jeżeli wyniki sprawdzenia nie są zadowalające, to konstrukcja zostaje przeprojektowana przez odpowiednie zwiększenie wymiarów jej elementów po czym obliczenia sprawdzające zostają powtórzone.
W celu określenia wartości naprężeń dopuszczalnych przeprowadza się odpowiednie badania wytrzymałościowe. Materiały elastyczne poddaje się próbie rozciągania aż do zerwania badanej próbki. Materiały kruche bada się na ściskanie aż do zniszczenia materiału. Na podstawie tych badań określa się odpowiednie wartości współczynników bezpieczeństwa mające zapewnić konstrukcjom bezawaryjną eksploatację.